# 露丝·安·明纳
露丝·安·明纳（Ruth Ann Minner，1935年1月17日—2021年11月4日），美国政治家，美国民主党成员，曾任特拉华州副州长（1993年－2001年）和特拉华州州长（2001年－2009年）。
露丝是特拉华州首任女州长，也是美国历史上任职时间最长的女州长。